# Костел Різдва Христового і св. Апостола Варфоломія в Кракові
50°03′56″ пн. ш. 20°03′06″ сх. д. / 50.06568° пн. ш. 20.051762° сх. д.
Церква Різдва Христового і св. Апостола Варфоломія — історичний модриновий римо-католицький костел, розташований у Кракові, у 18-му районі Нова Гута на вул. Клашторній, 4, у Могилі.
До 1851 року це був парафіяльний костел в Могилі. Духовний нагляд здійснюють цистерціанці.

## Історія
Ян, єпископ Скутарський (Scodrinensis) і вікарій Краківської дієцезії, повідомляє, що він освятив костел на брамі монастиря в Могилі, присвячений св. Варфоломію з вівтарем і цвинтарем, а також надав численні відпусти відвідувачам костелу" — про це відомо зі знайденого документув монастирських архівах від 2 листопада 1347 року. Перша згадка про костел з'являється в документах 1329 року. Його збудували цистерціанці для місцевого населення, над яким вони здійснювали душпастирську опіку.
Парафія багато в чому завдячує родині Одровонж. Засновником монастиря був краківський єпископ Іво Одровонж, який привів до Могили цистерціанців. Єпископ Ян Прандота гербу Одровонжу грамотою від 14 травня 1266 р., виданою в Кракові, надав монастирю в Могилі парафію костелу св. Варфоломія з його грошовими винагородами та дав десятину монастирю.
У 1434 р. кардинал Збігнєв Олесницький надав 40 днів відпусти вірним, які відвідували костел св. Варфоломія та монастирський костел у Могилі. Грамотою від 12 травня 1442 р. він дозволив могилянським монахам уділяти таїнства хрещення і шлюбу в парафіяльному костелі св. Варфоломія в Могилі.
У 1466 році — можливо, після пожежі — костел було відбудовано. За розпорядженням абата Пьотра Гішберга з Бєча будівництво вів королівський столяр і різьбяр по дереву Мацей Мончка. Про це нагадує присвята, вирізьблена на готичному порталі костелу, багато прикрашеному рослинним декором: «[SUB] NNO. DOMINI. MCCCC. LXVI. AD HON [OREM DEI ET] REGINE. COELORUM. MTHIAS. MANCZKA.» Костел був однонавним, вкритим ґонтом від даху до фундаменту. Урочисте освячення здійснив єпископ Ян Жешовський у 1475 році.
Близько 1740 року була проведена ґрунтовна реконструкція та модернізація костелу. Проте існуюче готичне просторове та структурне розташування не було порушено. Є огівальні профільовані аркади, що спираються на скошені та частково профільовані стовпи, які поділяють інтер'єр на центральну наву та приділи церкви. Корпус костелу отримав модну форму латинського хреста. Було добудовано бічні каплиці й отримано ризаліт, схожий на трансепт. Прибудовано двоярусну ризницю. Гонт з нижньої частини зняли, накривши дошкою. У 1839 році добудовано два вестибюлі — бічний і головний.
Цей костел є однією з найцінніших пам'яток дерев'яної архітектури Польщі.

## Зовнішній вигляд і інтер'єр
Найстаріший дерев'яний костел у Польщі з трьома нефами в зальному розташуванні. Таке просторове розташування є великою рідкістю серед дерев'яних готичних храмів. Костел орієнтований, пресвітерій багатокутно замкнутий. У південному проході збереглися огівальні готичні одвірки, багато прикрашені квітковими мотивами, з гербом Одровонж, датою страти 1466 р. і підписом творця, яким був Мацей Мончка.
Поліхромне оформлення інтер'єру походить з 1766 р., рококо, з елементами архітектурного декору, медальйонами з портретами єпископів (напр. Іво Одровонжа, Яна Прандоти, Збігнєва Олешніцького), святі та вчені, пов'язані з Могилою та гербами Одровонжа, Радвана або Абданка. На стелі зображено св. Бернарда на колінах перед Богородицею. У правій каплиці стеля прикрашена поліхромією із зображенням св. Варфоломія. Ангели, які його супроводжують, мають у руках закривавлені ножі, що символізує відпущення його «на небо» мучителями, які здерли з нього шкіру.
Головний вівтар з образом св. Варфоломія намальований о. Юзефом Качмарчиком у 1920-х роках. Його доповнює ілюзіоністська картина 1770 р. із зображенням фігур св. Петра і Павла. Попередній образ св. Варфоломія з головного вівтаря зберігається в архіві єпархіального музею, оскільки реалістична сцена мученицької смерті святого виявилася надто кривавою для вірних. У бічних вівтарях є розпис у стилі рококо — образ св. Ісидора у польському костюмі та Богородиця з Немовлям на півмісяці.
У південній каплиці є бароковий вівтар Богоматері та вівтар у стилі рококо Матері Божої Рожанцовей з образом св. Анни Самострельної, а в північній каплиці є також бароковий вівтар з образом Матері Божої Скорботної (копія з 1970-х років) та вівтар у стилі рококо св. Ісидора — хлібороба.
Усе це доповнює амвон у стилі рококо та дерев'яна купіль (з дерев'яною основою, що імітує камінь однієї з колон церкви), ймовірно XVI ст.
Костел обнесений дерев'яною огорожею, трибрамною дзвіницею 1752 року. З 1347 року навколо костелу існував церковний цвинтар, який діяв до 1836 року. Тоді поза селом було створено нове Могильське кладовище.
Костел є одним з об'єктів Краківського маршруту дерев'яної архітектури.
У серпні 2017 року об'єкт був фумігований, профінансований на 75 % Громадським комітетом реставрації історичних пам'яток Кракова. Комахи- шкідники, серед інших, полювали на дерев'яні елементи храму — жуки: бородавочниця звичайна та молоток домашній. Консерваційне втручання полягало в тому, що об'єкт щільно закрили фольгою та впустили всередину газ.

## Покровительство
- 24 серпня — свято свт. Варфоломія

## Виноски
1. ↑  Реєстр пам'яток
2. 1 2  Historia kościoła parafialnego pw. św. Bartłomieja Ap. w Mogile na stronie mogilskiego opactwa
3. ↑  Strona komitetu.
4. ↑  Głos - Tygodnik Nowohucki.